# Palazzo in Via Speranzella 123

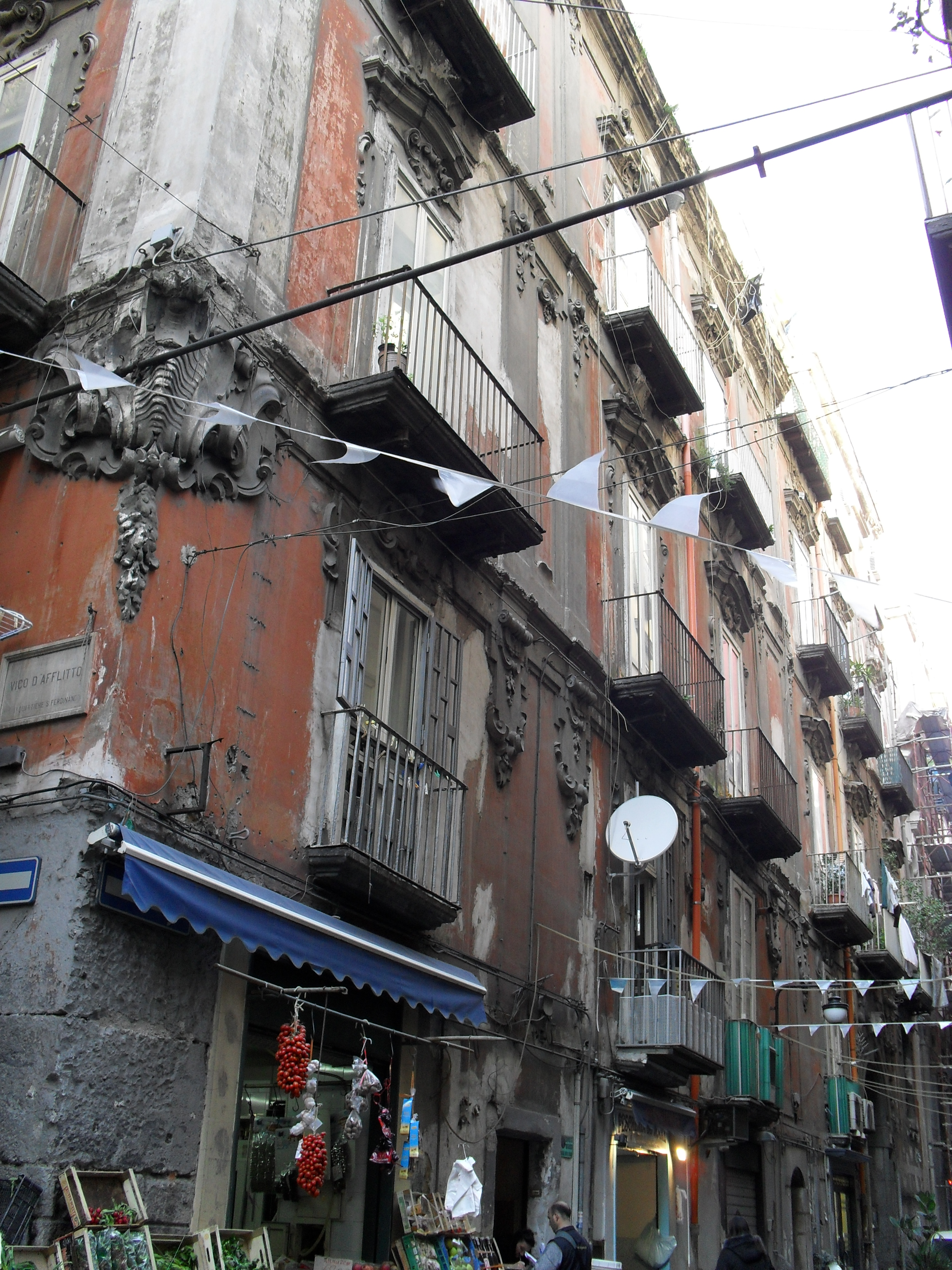
Palazzo in Via Speranzella 123 in Neapel

Der Palazzo in Via Speranzella 123 ist ein Palast aus dem 16. Jahrhundert im Viertel Quartieri Spagnoli von Neapel in der italienischen Region Kampanien. Der denkmalgeschützte Bau liegt in der Via Speranzella, 123. 

## Geschichte und Beschreibung
Der Palast wurde in der zweiten Hälfte des 16. Jahrhunderts errichtet.
Wegen des Vorhandenseins eines mit anderen Gebäuden geteilten Innenhofs, hat das Anwesen das typische Aussehen eines Pseudo-Reihenhauses angenommen. Der Palast wurde vermutlich mit anderen Wohngebäuden auf dem Grundstück zu einem einzigen Bau vereint. Dies sieht man an der Fassade, in der man noch verschiedene, winzige Eingänge erkennen kann, die höchstwahrscheinlich als Zugänge zu alten Häusern mit einer Einteilung 1 × 1 oder 1 × 2 dienten. Diese Verbindungen sind auf das 17. Jahrhundert zurückzuführen, in dem auch die barocken Verzierungen ausgeführt wurden.
Das Gebäude ist durch ein Portal in Piperno aus der Mitte des 16. Jahrhunderts gekennzeichnet. Es liegt asymmetrisch zur Mittelachse der Fassade und erstreckt sich über das Erd- und Zwischengeschoss. Es ist durch eine schön geformte Dekoration umrahmt, die durch den Schlussstein unterbrochen ist. Dieser ist über Stuckkartuschen mit dem Obergeschoss verbunden. Die Komposition der Fassade ist durch ein Raster von Stuckverzierungen umschlossen, das die Fenster mit Kartuschen einrahmt, die von einem gebogenen Gebälk gekrönt werden.

## Bildergalerie

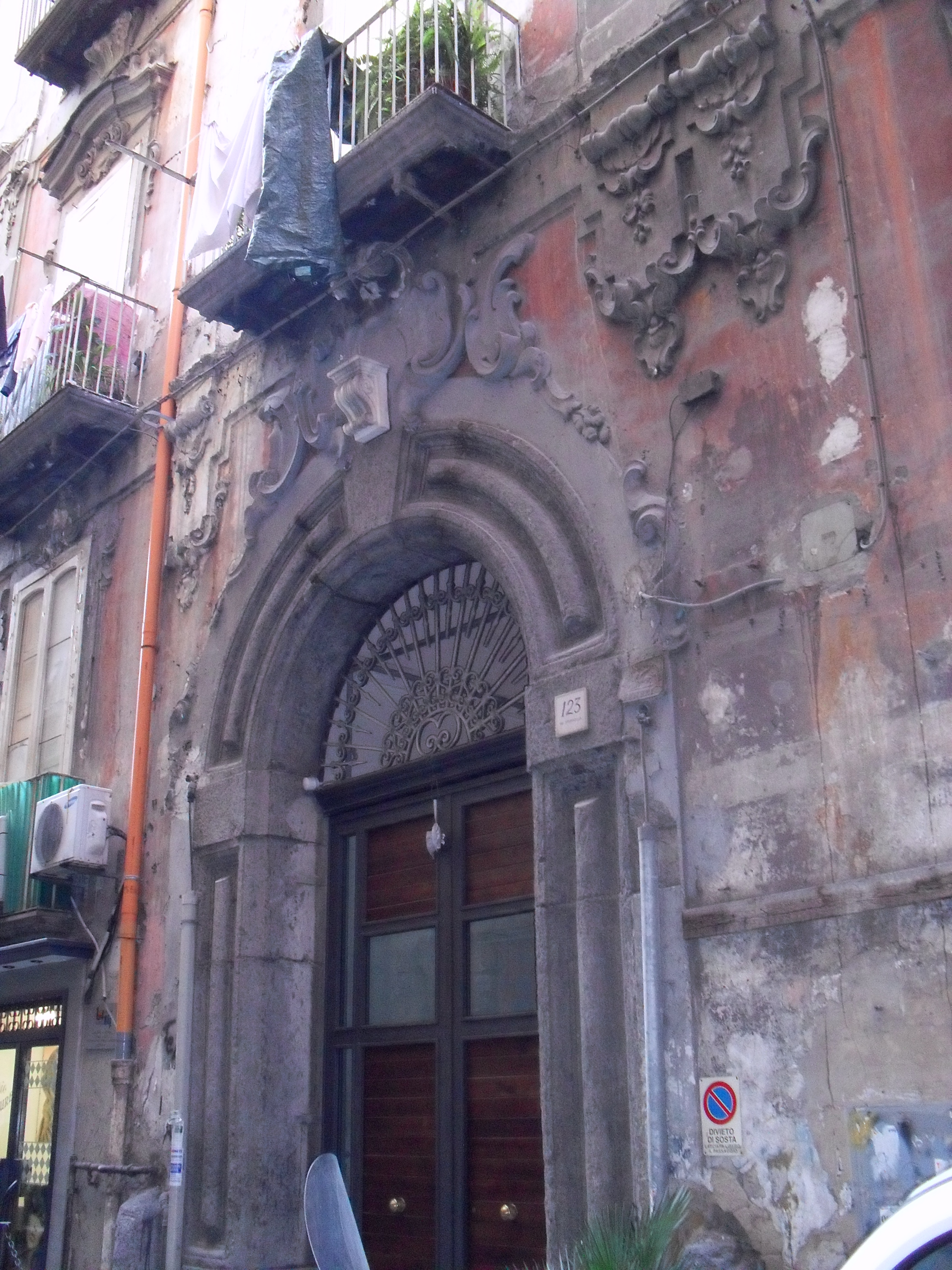
Portal
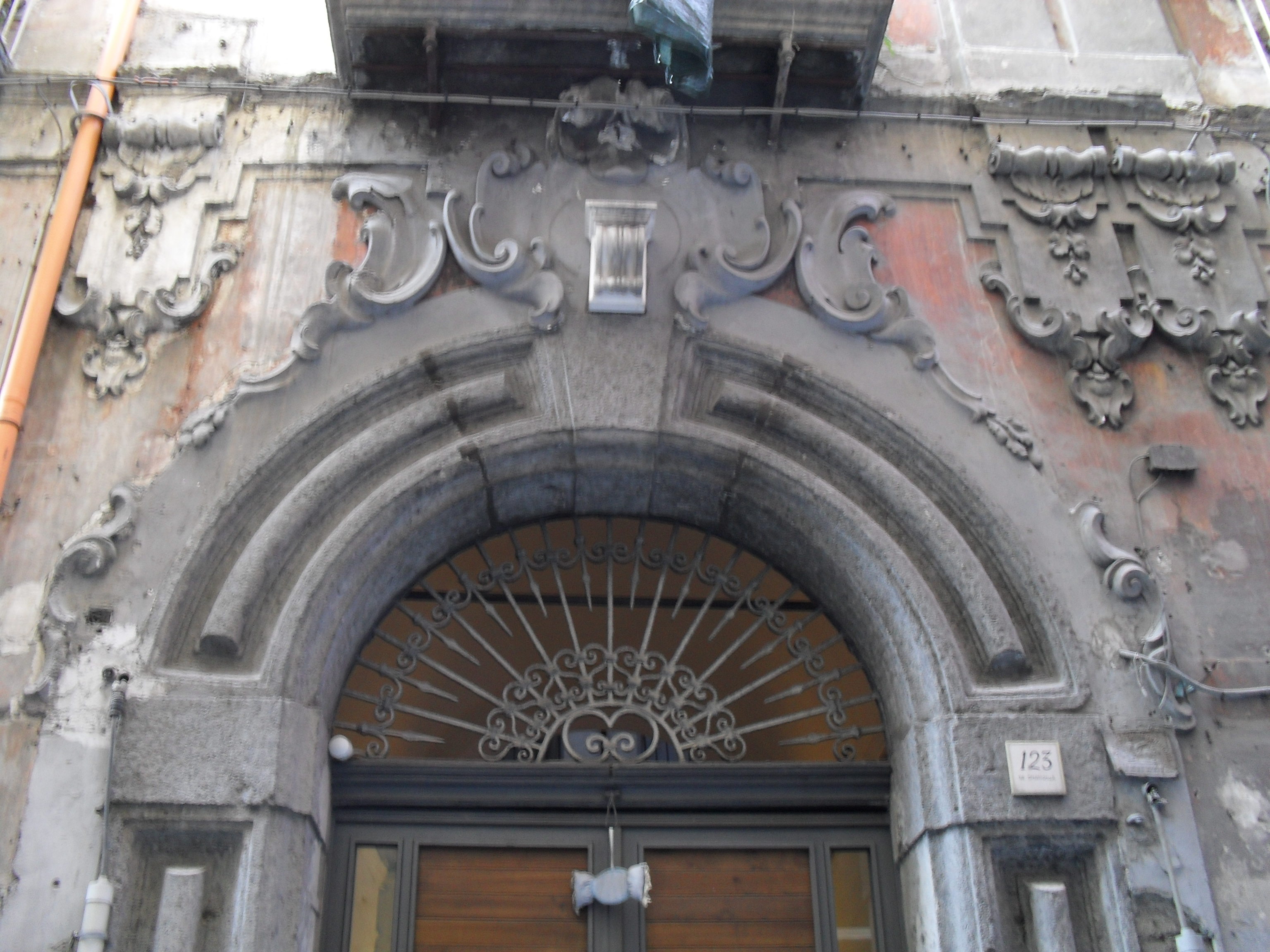
Oberer Teil des Portals